# Crescent Springs
Crescent Springs és una població dels Estats Units a l'estat de Kentucky. Segons el cens del 2000 tenia 3.931 habitants.

## Demografia
Segons el cens del 2000, Crescent Springs tenia 3.931 habitants, 1.638 habitatges, i 1.020 famílies. La densitat de població era de 1.061,4 habitants/km².
Dels 1.638 habitatges en un 33,5% hi vivien nens de menys de 18 anys, en un 44,6% hi vivien parelles casades, en un 12,6% dones solteres, i en un 37,7% no eren unitats familiars. En el 29,9% dels habitatges hi vivien persones soles el 7,6% de les quals corresponia a persones de 65 anys o més que vivien soles. El nombre mitjà de persones vivint en cada habitatge era de 2,4 i el nombre mitjà de persones que vivien en cada família era de 3.
Per edats la població es repartia de la següent manera: un 26,4% tenia menys de 18 anys, un 10,1% entre 18 i 24, un 34,7% entre 25 i 44, un 20% de 45 a 60 i un 8,8% 65 anys o més.
L'edat mediana era de 32 anys. Per cada 100 dones de 18 o més anys hi havia 91,2 homes.
La renda mediana per habitatge era de 41.429 $ i la renda mediana per família de 50.573 $. Els homes tenien una renda mediana de 42.500 $ mentre que les dones 30.708 $. La renda per capita de la població era de 24.891 $. Entorn del 5,2% de les famílies i el 7,1% de la població estaven per davall del llindar de pobresa.

## Poblacions més properes
El següent diagrama mostra les poblacions més properes.